# Ecnomus foochowensis
Ecnomus foochowensis är en nattsländeart som beskrevs av Martin E. Mosely 1942. Ecnomus foochowensis ingår i släktet Ecnomus och familjen trattnattsländor. Inga underarter finns listade i Catalogue of Life.